# Las Blacanblus
Las Blacanblus fue una banda de blues de Argentina, fundada en 1992 y disuelta en 2006. Estaba conformada por Mona Fraiman en voz, Cristina Dall al piano y voz, Déborah Dixon en voz y Viviana Scaliza en guitarra y voz. Mona Fraiman se retiró de la banda en el año 2000 y falleció inesperadamente el 20 de noviembre de 2017.
Estas cuatro mujeres se conocieron en un coro espiritual y decidieron formar en 1992 una banda de blues, como no podía ser de otra manera. Poco a poco fueron haciéndose conocidas y su espectáculo aparecía como "recomendado" en casi todas las carteleras de fin de semana de los diarios porteños. Fueron invitadas como coristas a la grabación del primer disco de La Mississippi Blues Band.
Llegaron así a grabar el primer disco, Cuatro mujeres y un maldito piano (1994), que fomentó aún más su popularidad. Ganaron el premio "Revelación del Año" de la Asociación de Cronistas del Espectáculo e interpretaron con gran recibimiento clásicos como "Sweet Home, Chicago" o "St. Louis Blues".
En 1993, fueron invitadas por los reconocidos Patricio Rey y sus Redonditos de Ricota a tocar en el estadio de Huracán, durante la presentación de los discos Lobo suelto-Cordero atado.
En 1995 participaron del Aligator Festival, en donde presentaron el nuevo material que integraría el segundo álbum. Especie de niñas mimadas del blues local, las Blacanblus tienen seguidores de varias edades y de amplio espectro musical. «Nos sigue gente que viene del blues, pero también del jazz y, por qué no, del rock», afirmaron. Sobre el hecho de tocar un "blues argentino", contestan «sería tonto pensar que una vive en la misma realidad que un negro que trabaja en una plantación de algodón en New Orleans. Pero lo que realmente importa en la música es que uno ponga emoción, ya sea para decir algo alegre o triste. El asunto es saber volcar la vida interior en una canción Y el arma que nosotras tenemos es ésta»
En 1995 ganaron el premio ACE como "Revelación del Año" y el Premio Konex como una de las mejores bandas de Jazz de la última década. Fueron producidas artísticamente por el dúo Alfredo Toth-Pablo Guyot.
Por razones de salud, Mona se retiró de la banda. Pese a esto, siguieron adelante. Las damas del blues se volvieron a presentar en público en octubre del 2000, para ese entonces convertidas en trío vocal.
En 2001, Javier Calamaro las invitó para la canción "Sweet Home Buenos Aires" en el disco "Iluminado".
En noviembre del 2005 presentaron Suena en mí, el cuarto disco. "En el material nuevo hay spirituals y rhythm & blues, pero el sello de este trabajo es la apertura estilística", señala Dixon.
En enero de 2006 la banda se separa definitivamente.

## Discografía
1. Cuatro mujeres y un maldito piano (1994)
2. Rituales (1997)
3. Especial en vivo (1998)
4. Suena en mí (2005)

## Integrantes
- Cristina Dall (piano y voz).
- Déborah Dixon (voz).
- Mona Fraiman (voz); retirada de la banda en 2000 por razones de salud y fallecida en 2017.
- Viviana Scaliza (guitarra y voz).
- Marcelo Mira (batería).
- Gonzalo Serrano (bajo).
- Fernando Duro (guitarra).